# Giochi nordici

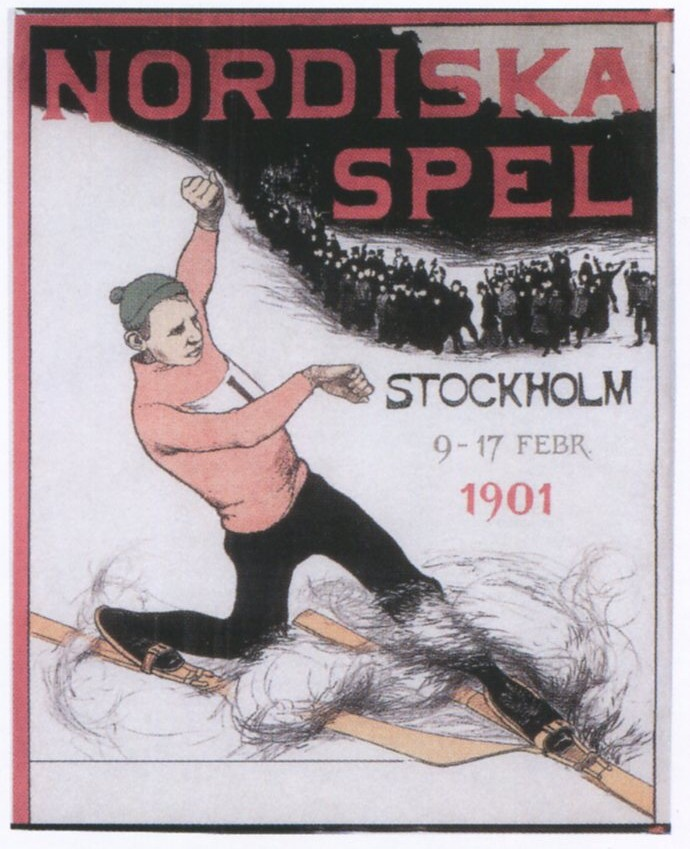
Locandina della prima edizione

I Giochi nordici (in svedese: Nordiska spelen) furono un evento tenuto in Svezia e centrato su competizioni sportive invernali. Erano organizzati dallo SCFIF (Sveriges Centralförening för Idrottens Främjande, «Organismo centrale di Svezia per la promozione dello sport») sotto la guida di Viktor Balck e si disputarono otto volte tra il 1901 e il 1926.

## Evento

### Discipline
Ai Giochi, oltre alle gare degli sport invernali popolari come il salto con gli sci, la discesa libera, lo sci di fondo, la combinata nordica, lo skeleton, la vela su ghiaccio, il pattinaggio di velocità, il pattinaggio di figura, l'hockey su ghiaccio, il curling, il bandy, la corsa con i cani da slitta, si disputavano altre competizioni. Erano inclusi non solo sport insoliti come lo skeleton a cavalli o lo skijöring a renne, ma anche discipline non invernali: scherma, nuoto, corsa di fondo a cavallo Enköping-Stoccolma (80 km), vari sport militari, caccia a cavallo, automobilismo, motociclismo, mongolfiera.

### Edizioni e sedi
I Giochi si tenevano a Stoccolma, ma in mancanza di neve i concorrenti si spostavano a Östersund (1907 e 1913). Nel 1903 si disputò a Kristiania (Oslo, all'epoca in Svezia) una Settimana nordica degli sport invernali, spesso ricordata come seconda edizione dell'evento. Non è noto però se essa era stata concepita dall'inizio come una manifestazione una tantum o se invece sia stata interrotta dall'indipendenza della Norvegia (1905).
| 1901 | dal 9 al 17 febbraio  | Stoccolma           |
| 1903 | a febbraio            | Kristiania          |
| 1905 | dal 4 al 12 febbraio  | Stoccolma-Östersund |
| 1909 | dal 6 al 14 febbraio  | Stoccolma           |
| 1913 | dal 7 al 16 febbraio  | Stoccolma-Östersund |
| 1917 | dal 10 al 18 febbraio | Stoccolma           |
| 1922 | dal 4 al 12 febbraio  | Stoccolma           |
| 1926 | dal 6 al 14 febbraio  | Stoccolma           |

### Campionati mondiali ed europei
Nel contesto dei Giochi nordici si disputarono vari campionati mondiali ed europei di pattinaggio; ciò produsse una crescita di notorietà della competizione.
| 1901 | Campionati mondiali di pattinaggio di velocità Campionati mondiali di pattinaggio di figura |
| 1905 | Campionati europei di pattinaggio di velocità Campionati mondiali di pattinaggio di figura  |
| 1909 | Campionati mondiali di pattinaggio di figura maschile e a coppie                            |
| 1913 | Campionati mondiali di pattinaggio di figura femminile e a coppie                           |
| 1922 | Campionati mondiali di pattinaggio di figura maschile e femminile                           |
| 1926 | Campionati mondiali di pattinaggio di figura femminile                                      |

Note
1. ↑  Programmati in origine a Londra ma spostati a Stoccolma per la morte della regina Vittoria (gennaio 1901).

### Attività concomitanti
Intorno alle competizioni sportive era previsto anche un programma di attività culturali.

## Storia
La proposta di istituire i Giochi fu avanzata per la prima volta nel 1899 dall'oftalmologo Erik Johan Widmark (1850-1909) e annunciata l'anno seguente dallo SCFIF, fondato nel 1897 e diretto da Victor Balck. Dopo Stoccolma 1901 l'associazione progettava i Giochi successivi (1903) a Kristiania, ancora appartenente alla Svezia. Poiché però i norvegesi non mostravano interesse, ci si accordò per organizzare una diversa competizione, la Settimana nordica degli sport invernali, che ebbe un'unica edizione.

### Profili politici
Gli sport invernali in Svezia erano al centro di contrasti sociali, trattandosi da un lato di un'attività del tempo libero dei ceti elevati, ma legandosi essi dall'altro alla dura realtà quotidiana invernale dei villaggi nevosi del povero nord del paese. Questo campo di battaglia, fatto proprio dai grandi partiti politici, si rifletteva nell'insoddisfazione dei partecipanti per gli orari, i costi, la preparazione, gli acquartieramenti delle squadre. L'esercito, con Balck per portavoce, cercò un compromesso, ma naufragò di fronte alla realtà sociale. I Giochi olimpici, con il loro proprio compromesso sociale e con quello tra nazionalismo e internazionalismo, si proponevano come un'alternativa sensata e furono così favoriti dal successore di Balck nel ruolo di maggiorente dello sport svedese, Sigfrid Edström. Che ciò nei fatti abbia prodotto un incremento del nazionalismo svedese, nel caso di Edström con venature fascistoidi, dimostra la problematicità politica dello sport in Svezia.

### Tramonto della manifestazione
La fine dei Giochi nordici ebbe diverse cause il cui peso relativo è difficile da indicare.
- La Semaine internationale des sports d'hiver di Chamonix del 1924 fu presto riconosciuta retroattivamente come la prima edizione delle Olimpiadi invernali.
- Con la morte di Viktor Balck nel 1928 venne meno la forza trainante dei Giochi.
- Nel 1930 ebbe luogo una riorganizzazione dell'amministrazione sportiva in Svezia: allo SCFIF restò solo un ruolo passivo di promotore, mentre il controllo sullo sport attivo - inclusi i Giochi - passò alla federazione nazionale (Sveriges Riksidrottsförbund).
- L'ottava edizione (1930) fu presto annullata per grave carenza di neve, anche a Östersund.

Nel 1933, d'altronde, si decise di non allestire affatto i Giochi del 1934, poiché l'anno stesso dovevano tenersi le gare FIS a Sollefteå. Dopo che la richiesta di un gruppo di sportivi svedesi sorto intorno a Sixtus Jansson, Bo Ekelund e Ernst Breberg di far rivivere i Giochi nel 1942 fu respinta dal governo svedese, non vi fu più il desiderio di una nuova edizione.